# Nazionale maschile di rugby a 15 di Niue
La nazionale niueana di rugby a 15 è la selezione maschile di rugby a 15 (o Rugby union) che rappresenta Niue a livello internazionale.
Attiva dal 1983 quando esordì nei Giochi del Sud Pacifico contro Figi, opera sotto la giurisdizione della Niue Rugby Union ed è inquadrata fra le nazionali in via di sviluppo (Developmental) dall'organismo internazionale World Rugby.
Essa partecipa alla Oceania Rugby Cup, il torneo continentale istituito per le nazioni oceaniane minori, della quale si è aggiudicata l'edizione 2008; in precedenza, vinse anche la competizione sperimentale oceaniana del 2003.
I giocatori che compongono la squadra nazionale sono comunemente noti col soprannome di Toa Niue, in italiano: "guerrieri di Niue".

## Palmarès
- Campionati oceaniani: 1
2008